# Flabellina nobilis
Flabellina nobilis är en snäckart som först beskrevs av Addison Emery Verrill 1880.  Flabellina nobilis ingår i släktet Flabellina och familjen Flabellinidae. Inga underarter finns listade i Catalogue of Life.